# WYSIWYG
WYSIWYG este un acronim pentru „what you see is  what you get”, expresie engleză din domeniul computerelor. Se traduce aproximativ cu: "rezultatul [pe care îl obțineți] este chiar ceea ce se vede" și se citește /ˈwɪziwɪg/ (v. AFI). Încă nu există un termen român corespunzător.

## Utilizare
WYSIWYG desemnează în general o trăsătură pozitivă a unui program care afișează materialul în lucru într-o formă identică, sau măcar foarte apropiată de forma produsului final. Se referă în general la programe de prelucrare de text (așa cum ar fi programul Word al firmei Microsoft), la cele de grafică (de exemplu Adobe Photoshop), la editoarele HTML (ca Dreamweaver ori FCKEditor) ș.a.